# 香港蘇豪智選假日酒店

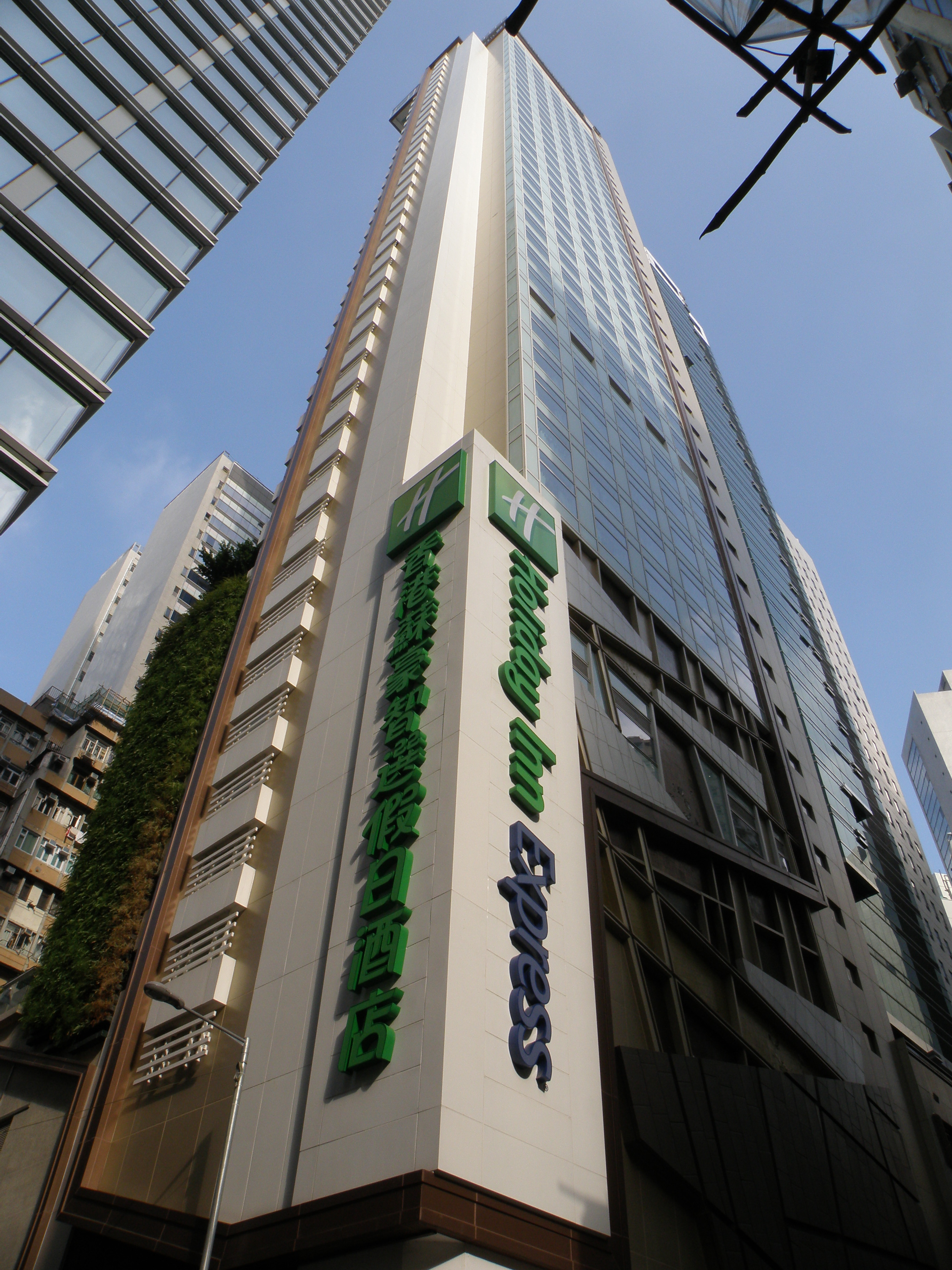
香港蘇豪智選假日酒店

香港蘇豪智選假日酒店（英語：Holiday Inn Express HONG KONG SOHO）簡稱蘇豪假日酒店，位於香港香港島中西區上環蘇杭街，樓高38樓，提供274間房間，由有利集團投標所得，自行設計及建造，由洲際酒店集團營運，於2012年11月30日開幕。蘇豪假日酒店採用了多項環境保護設計，於開幕前先後取得美國、香港及新加坡的環保建築鉑金級認證，為世界首間獲得3項鉑金級環保建築認證的酒店。

## 環境保護
香港蘇豪智選假日酒店在期間盡量減少使用鋼筋，採用4日快軌建築方法，比較傳統每樓層使用7日建造，減少碳排放及對外的環境污染。
香港蘇豪智選假日酒店採用了多項創意設計、首創系統及大量節約能源技術，使到酒店可以節省近6成能源開支和7成碳排放。
- 太陽能熱水器集熱系統，以熱能煮沸熱水供予全酒店使用。
- 低輻射鈹膜中空玻璃，以加強採光度。
- 升降機監察軟件系統，由酒店業主有利集團設計，用作分析升降機負載等數據，交由升降機承辦商分析，在載客量比較低的淡季，在安全範圍內調低升降機秤陀重量，從而減少電費支出。
- 走廊感應節能系統
- 半導體製冷片冷氣床頭板，在燈光熄滅後一小時，房間的冷氣系統將會關掉，由冷氣槽繼續輸出冷氣，僅幅蓋至睡床範圍，可以減少約3%的冷氣排放。
- 窗簾自動關閉系統，如果顧客離開房間，窗簾將會自動關閉，用以保持室內溫度及避免對室外造成光污染。
- 綠牆，用以降低建築物的溫度。
- 酒店外牆，星皝以建築廢料擠壓製成，壁畫由用循環再用的混凝土製成。

各種環境保護裝置涉及額外成本1,326萬港元，佔了整體建築成本3.85%，當中硬件及軟件分別佔901萬港元及425萬港元，回本期為4年。

## 獎項
- 美國綠色建築議會領先能源及環保設計 (LEED)
- 香港綠色建築議會BEAM Plus[1]
- 新加坡建設局綠色標誌制度 (BCA Green Mark) 鉑金級認證[2][3]